# Венескоски, Герда
Герда Мария Венескоски (урождённая — Браксен) (фин. Gerda Maria Weneskoski ; 16 марта 1892, Оулу, Великое княжество Финляндское, Российская империя — 4 октября 1984) — финская пианистка, концертмейстер и музыкальный педагог. Лауреат высшей государственной награды Финляндии для деятелей искусств Pro Finlandia (1956).

## Биография
В 1910—1915 годах учился игре на фортепиано в Гельсингфорском музыкальном институте (ныне Академия Сибелиуса), затем преподавала в Оулу, Тампере, с 1925 по 1970 год — преподаватель игры на фортепиано в Хельсинкской консерватории.
С 1928 до конца 1950-х годов работала концертмейстером в Финской радиовещательнойя корпорации Yle.
Наибольшую известность получила как концертмейстер и камерный музыкант.
В 1956 году награждена медалью Pro Finlandia.